# Estación de Haxo
Haxo es una estación fantasma del metro de París, Francia, ubicada en el XIX Distrito de París, construida en la década de 1920 y que nunca entró en operación.
La estación de Haxo fue creada para permitir la conexión de las líneas 7 bis y 3 bis. Fue ideada como una estación intermedia entre Place des Fêtes (estación de las líneas 7 bis y 11) y Porte des Lilas (de las líneas 11 y 3 bis), y esta última estaría conectada con la estación Pré Saint-Gervais para integrar la línea 7 bis.

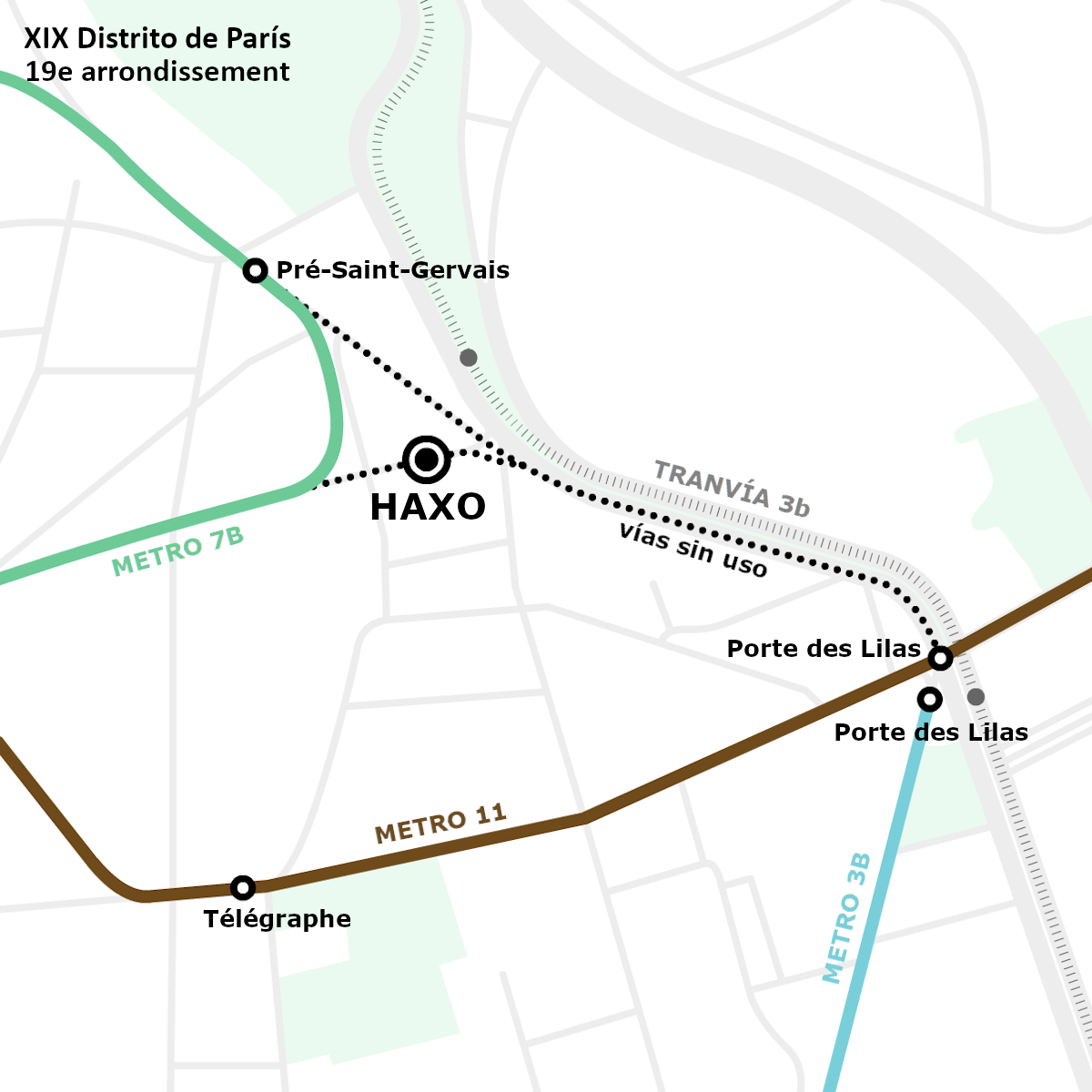
Ubicación de la estación.
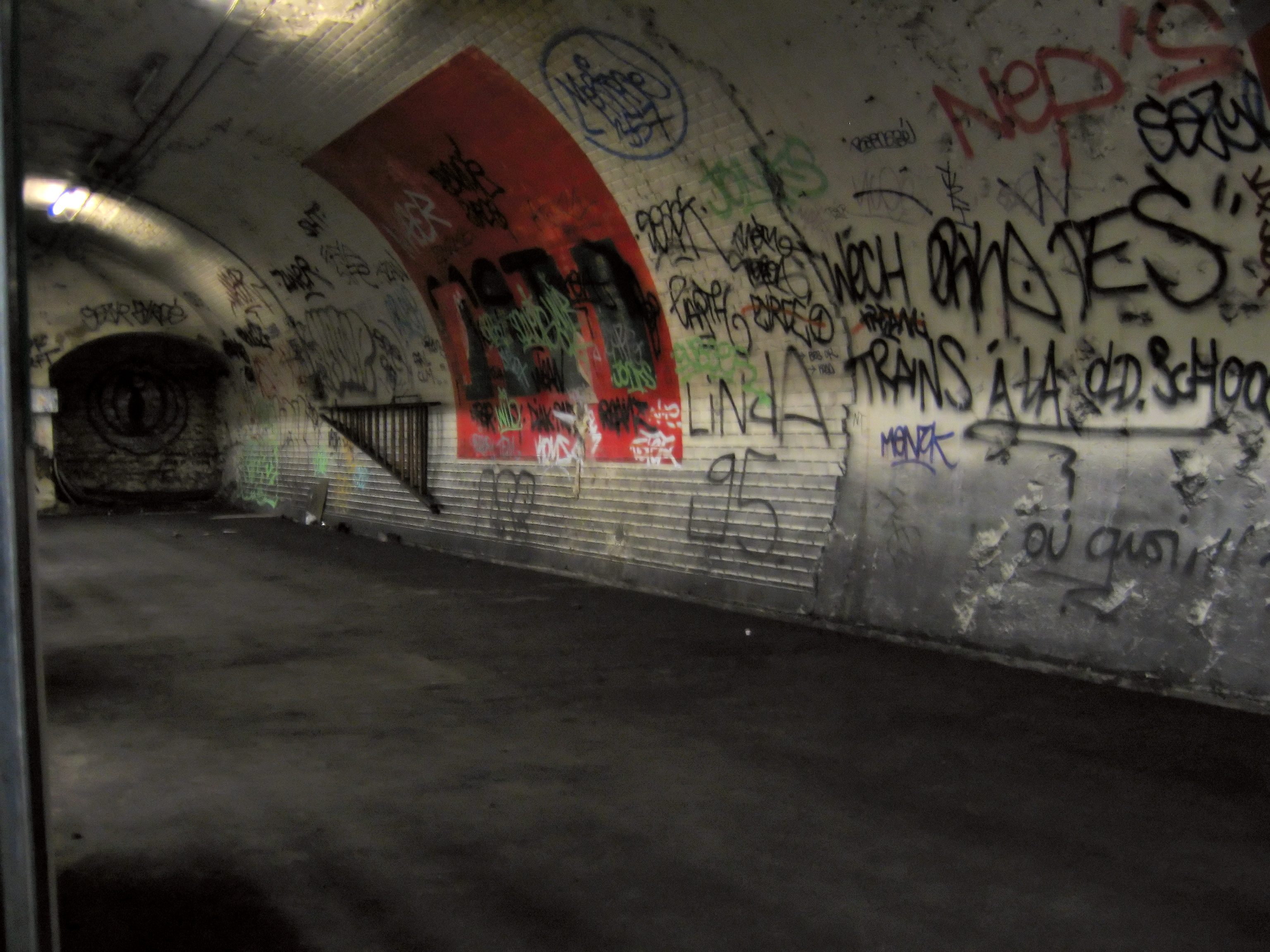
Andén de la estación.

La construcción de la estación bajo el bulevar Sérurier (en inmediaciones de la calle Haxo) y de los dos túneles se terminó en 1921, pero nunca se inauguró al público ni tampoco se llegó a construir el acceso exterior, ya que la Compagnie du Chemin de Fer Métropolitain (entonces a cargo de operar el metro parisino) consideró que no sería suficientemente rentable.
También se construyó en este tramo otra estación junto a Porte des Lilas para la conexión con la línea 3, que tuvo un servicio que operativo hasta 1939, cuando se cerró por falta de pasajeros. Esta nueva estación finalmente se convirtió en Porte des Lilas - Cinéma, alquilada por la Administración Autónoma de Transportes Parisinos (RATP) para rodar películas.
Las vías construidas para Haxo se utilizan como conexión entre las diferentes líneas y como pista de pruebas.
La RATP realizó un estudio de factibilidad en 2004 y se consideró la posibilidad de inaugurarla después de 2030 para atender la demanda de un barrio populoso que sigue desarrollándose.